# Le Compte complet
Albums de Malajube
Trompe-l'œil
Le Compte complet est le premier album du groupe de rock indépendant québécois Malajube, sorti le 2 novembre 2004.

## Pistes de l'album
| 1.    | L'Introduction     | 0:24 |
| 2.    | La Maladie         | 1:31 |
| 3.    | Le Robot Sexy      | 2:43 |
| 4.    | Le Métronome       | 2:43 |
| 5.    | L'Amour Sous L'Eau | 0:36 |
| 6.    | Le Bataillon       | 1:55 |
| 7.    | Le Jus De Citron   | 2:43 |
| 8.    | Les Dents          | 2:42 |
| 9.    | La Valérie         | 5:01 |
| 10.   | La Conclusion      | 9:38 |
| 29:56 |                    |      |